# Emma Willis (Moderatorin)

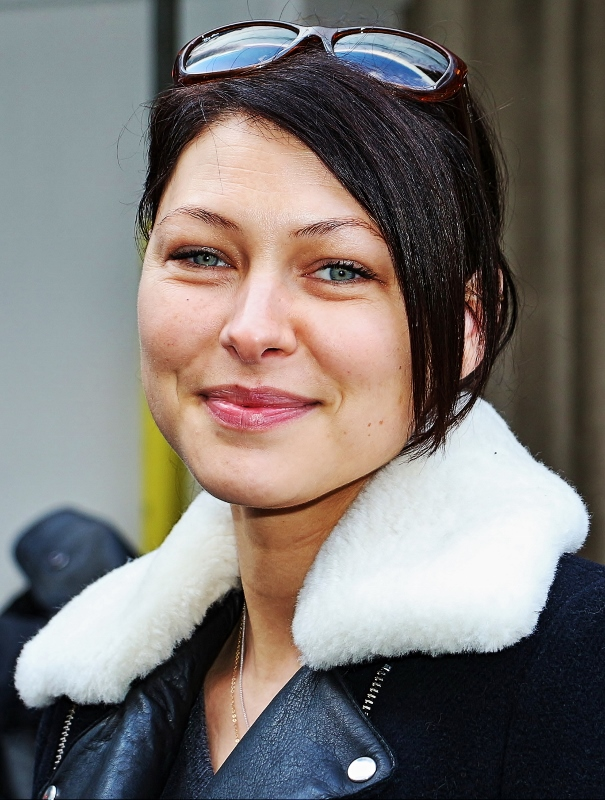
Emma Willis

Emma Willis (* 18. März 1976 in Birmingham als Emma Griffiths) ist eine britische Fernsehmoderatorin.

## Leben
Emma Griffiths wurde mit 17 Jahren als Model tätig. Ab 2002 wurde sie als Fernsehmoderatorin für das britische MTV aktiv. Hier moderierte sie auch Total Request Live. 2012 bis 2014 Co-moderierte sie die ITV-Morningshow This Morning. Seit 2013 moderiert sie das britische Big Brother, seit 2014 die Castingshow The Voice UK und seit 2017 The Voice Kids UK.

## Privates
Seit 2008 ist sie mit dem Sänger Matt Willis verheiratet, mit ihm hat sie drei Kinder. 